# Томияма, Хидэаки
Хидэаки Томияма (яп. 富山 英明 Томияма Хидэаки, род. 16 ноября 1957 года в префектуре Ибараки, Япония) — японский борец вольного стиля, чемпион Олимпийских игр, двукратный чемпион мира, обладатель Кубка мира, двукратный чемпион Азиатских игр 

## Биография
Начал заниматься борьбой в 1971 году в школе, затем поступил в Университет Нихон, где занятия стали более целенаправленными и профессиональными.
В 1978 году дебютировал на международной арене и  собрал все возможные титулы: стал чемпионом мира, выиграл Кубок мира и победил на Азиатских играх. В 1979 году подтвердил свой титул сильнейшего в мире. На олимпийские игры 1980 года по известным причинам не поехал. В 1980 году победил на Суперчемпионате мира в Нагое. В 1981 году на чемпионате мира был третьим, но победил на Универсиаде. В 1982 году победил на Азиатских играх, на чемпионате мира был вторым, как и в следующем году.
На Летних Олимпийских играх 1984 года в Лос-Анджелесе боролся в категории до 57 килограммов (легчайший вес). Участники турнира, числом в 16 человек в категории, были разделены на две группы. За победу в схватках присуждались баллы, от 4 баллов за чистую победу и 0 баллов за чистое поражение. Когда в каждой группе определялись три борца с наибольшими баллами (борьба проходила по системе с выбыванием после двух поражений), они разыгрывали между собой места в группе. Затем победители групп встречались в схватке за первое-второе места, занявшие второе место — за третье-четвёртое места, занявшие третье место — за пятое-шестое места. В отсутствие спортсменов из ряда стран, и в частности Сергея Белоглазова, у двукратного чемпиона мира и трёхкратного призёра чемпионатов мира Хидэаки Томиямы по существу не было достойных соперников, японский борец легко расправился с соперниками и стал олимпийским чемпионом.
| Круг                           | Соперник        | Страна                    | Результат | Основание                                 | Время схватки |
| ------------------------------ | --------------- | ------------------------- | --------- | ----------------------------------------- | ------------- |
| 1                              | Ибрагим Акгюль  | Турция                    | Победа    | Туше (4 балла)                            | 6:00          |
| 2                              | Брайан Аспен    | Великобритания            | Победа    | Туше (4 балла)                            | 3:51          |
| 3                              | Орландо Качерес | Пуэрто-Рико               | Победа    | 11-3 (3,5 балла)                          |               |
| 4                              | Ротас Сингх     | Индия                     | Победа    | Туше (4 балла)                            | 2:19          |
| Финал в группе «А» (встреча 1) | Ротас Сингх     | Индия                     | Победа    | Зачёт предварительной встречи (4 балла)   |               |
| Финал в группе «А» (встреча 2) | Орландо Качерес | Пуэрто-Рико               | Победа    | Зачёт предварительной встречи (3,5 балла) |               |
| Финал                          | Барри Дэвис     | Соединённые Штаты Америки | Победа    | 8-3                                       |               |

Краткая характеристика Хидэаки Томиямы, подготовленная советским тренерским штабом.

 Подвижный, эластичный борец, рост — ниже среднего. Стойка фронтальная. Любимыми приемами являются: 1) переворот
разгибанием захватом шеи из-под правой руки и зацепом левой ноги; 2) переворот скручиванием влево, ножницами захватом головы за подбородок; 3) с перевода рывком за руку выполняет сваливание сбиванием захватом правой руки и зацепом одноименной ногой изнутри за пятку (голова располагается снаружи). Быстр, техничен, физически силен, вынослив. Любит выполнять нырки под правую руку, хорошо проходит в две ноги и в одну ногу, при этом располагая голову как изнутри, так и снаружи. Хорошо выводит из равновесия за счет рывка за голову. Защита от захвата ног поставлена хорошо. К контратаке не склонен. Предпочитает в партере бороться с левой стороны, старается сразу же захватить левую руку на ключ или выполнять переворот обратным захватом дальнего бедра (правого). Иногда пытается выполнить переворот скручиванием захватом ближнего бедра и зацепом дальней голени. В стойке неплохо исполняет бросок мельницей захватом за левую руку и одноименное бедро изнутри. Хорошо дожимает соперников в опасном положении. Уверен в своих силах. — 
После игр окончил карьеру, перейдя на тренерскую работу, тренировал команду родного университета. На настоящий момент времени является главным тренером университетской команды, профессором. С 2000 по 2007 год занимал должность технического директора в японской федерации борьбы. На Олимпийских играх 2004 года был тренером олимпийской сборной Японии по вольной борьбе.
Член Зала славы борьбы FILA (2008) 

## Видео
- - Олимпийские игры 1984, вольная борьба, 57 кг, финал: Хидэаки Томиям (Япония)-Барри Дэвис (США)